# Koninklijke Lyra-Lierse

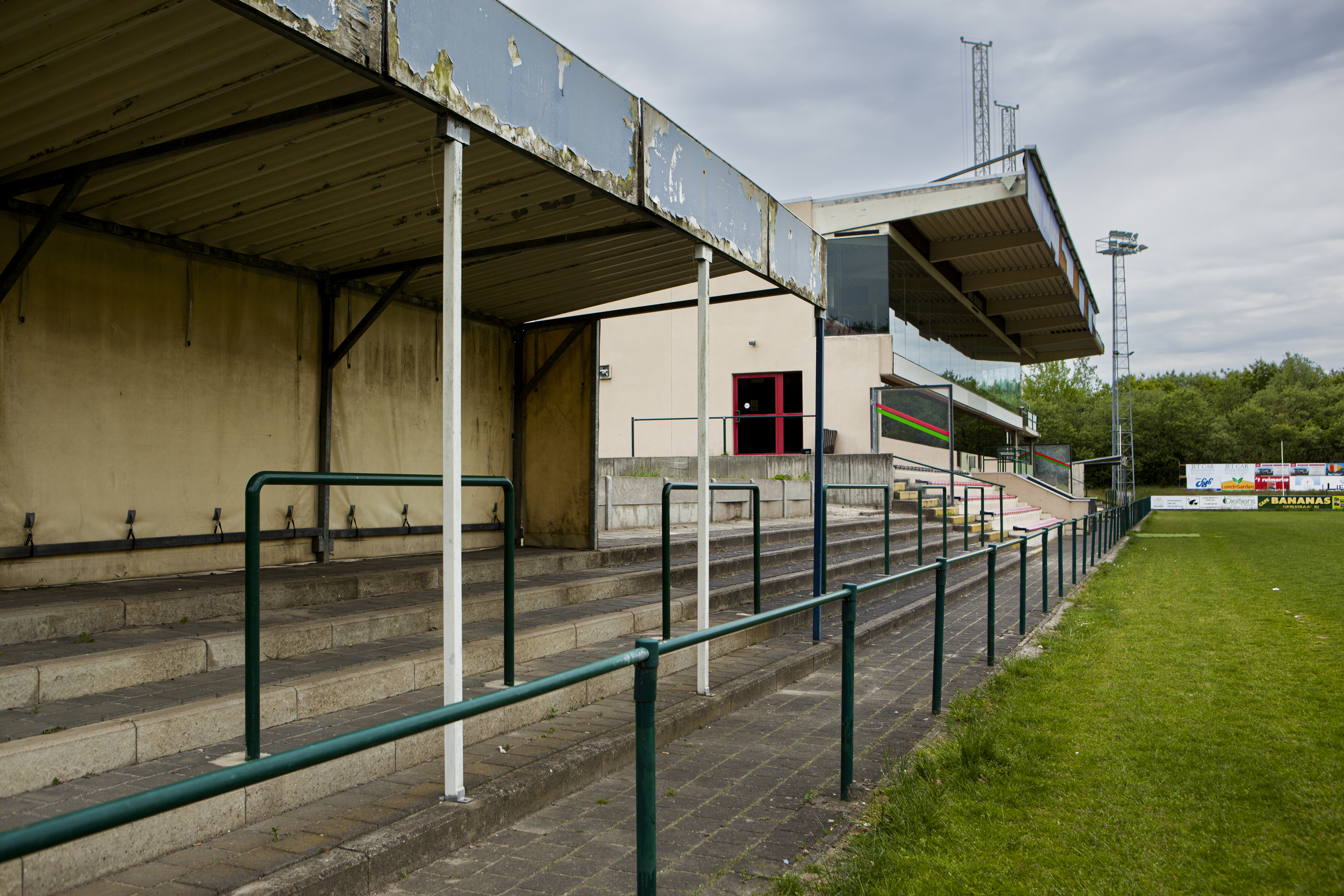

Koninklijke Lyra-Lierse is een Belgische voetbalclub uit Lier. De club is bij de Belgische Voetbalbond aangesloten met stamnummer 52.
De club werd opgericht in 1972 als Koninklijke Lyra TSV en kreeg stamnummer 7776, nadat Koninklijke Lyra (stamnummer 52), opgericht in 1909, in een fusie was opgegaan in K. Lierse SK. De club klom geleidelijk door de provinciale reeksen op tot men de nationale reeksen bereikte. In juni 2017 kocht Koninklijke Lyra T.S.V. het oude stamnummer 52 terug en verdween stamnummer 7776. In juni 2018, na het faillissement van K. Lierse SK wijzigde de club haar naam naar Koninklijke Lyra-Lierse Berlaar. Vanaf 1 juli 2025 veranderde de naam, na de verhuis naar Lier, naar Koninklijke Lyra-Lierse.

## Historie

### Eerste periode (1909-1972)
Sinds 1909 speelde in Lier TSV Lyra (Turn- en Sportvereniging Lyra), later heette die Koninklijke Lyra. De club was bij de voetbalbond aangesloten met stamnummer 52. Lyra speelde vele jaren in de hoogste twee nationale afdelingen. De jaren voor, tijdens en na de Tweede Wereldoorlog kende de club zijn beste periode en speelde verscheidene seizoenen in eerste klasse, en speelde in 1935 ook een bekerfinale. De club zakte in de jaren 50 echter definitief weg uit de hoogste afdeling, in de jaren 60 viel de club zelfs terug naar derde klasse. Uiteindelijk ging op 12 april 1972 de voetbalafdeling van de club op in stadsgenoot Koninklijke Lierse Sportkring (stamnummer 30), dat als Koninklijke Lierse SV met het stamnummer van Lierse verder speelde.

### Heroprichting van de club (1972-2018)
Op 16 juni 1972 werd de club opgericht. Als Koninklijke Lyra TSV sloot de nieuwe club aan bij de voetbalbond en kreeg stamnummer 7776. De club ging onderaan de ladder van start in vierde provinciale. Al na één seizoen, in 1972/73, slaagde de club er in promotie af te dwingen naar derde provinciale. In 1973/74 dwong men zelfs direct de promotie af naar tweede provinciale. Daar bleef men enkele jaren spelen tot Lyra in 1977/78 kampioen speelde. Lyra had 53 punten op 60 gehaald en promoveerde voor het eerst naar eerste provinciale. In 1982 zakte de club nog even terug naar tweede, maar enkele jaren zou Lyra een forse opmars maken in korte tijd. Na een vlotte nieuwe titel in 1987 mocht Lyra immers weer naar de hoogste provinciale afdeling. In 1987/88, het eerste seizoen terug in eerste, werd Lyra meteen kampioen, en promoveerde voor het eerst sinds zijn heroprichting naar de nationale bevorderingsreeksen. In 1988/89, het eerste jaar in Bevordering, werd de club al meteen tweede, na reekskampioen KVO Aarschot. Het seizoen erop pakte Lyra wel de titel en promoveerde zo verder naar derde klasse. Daar bleef de club twee seizoenen spelen, tot men terugzakte en de rest van de jaren 90 weer in vierde klasse door bracht. In 2000 pakte de club daar weer de titel, en speelde vijf seizoenen in derde, in 2005 volgde echter weer degradatie naar vierde.
Op 4 mei 2014 speelde Lyra de laatste wedstrijd in het vertrouwde Lyrastadion. Vanaf het seizoen 2014-2015 verhuist de club noodgedwongen voor enkele seizoenen naar de terreinen van het vroegere KFC Rita Berlaar, alvorens het nog te bouwen stadion aan de Hoge Velden in Lier te kunnen betreden. In juni 2017 kocht Lyra TSV het oude stamnummer 52 terug. Het seizoen nadien, speelde het ook meteen kampioen in eerste provinciale en keerde daarmee terug naar de nationale reeksen.

### Na faillissement Koninklijke Lierse Sportkring (mei 2018)
In juni 2018 wijzigde de club haar naam naar Koninklijke Lyra-Lierse Berlaar ten gevolge van een samenwerking met een deel van de supporters van het voormalige Koninklijke Lierse Sportkring. De KBVB weigerde het gebruik van S.K. toe te staan in de door de club voorgestelde naam Koninklijke Lyra-Lierse S.K.. Wegens de tijdelijke verhuis van het A-elftal naar Berlaar verplichtte de KBVB de club om Berlaar toe te voegen aan de clubnaam.
De jeugdwerking van het ter ziele gegane Koninklijke Lierse Sportkring werd door de club overgenomen en is in één locatie gevestigd, namelijk in Vremde. De club mikt op de eerste plaats op een verankering met de stad en een grote inbreng van supporters. De supporters zijn statutair in de raad van bestuur van de club vertegenwoordigd via het Pallieter Supporterscollectief en bezitten een "gouden aandeel" dat hen vetorecht geeft over de naam, locatie en kleuren van de club.
Lyra-Lierse startte in 2018-19, zijn eerste seizoen onder de nieuwe naam, in derde klasse amateurs B. Na een sterke eerste periode waar het tweede eindigde achter het ongenaakbare KVK Tienen kende Lyra-Lierse een terugval waarbij het veertiende plaatse eindigde in de tweede periode. De derde periode werd gewonnen. Lyra-Lierse eindigde in het algemeen klassement met 52 punten op de derde plaats achter KVK Tienen en KVC Houtvenne. In de eindronde werd in de eerste wedstrijd thuis gewonnen van KAC Betekom met 1-0. De finale tegen KSKV Zwevezele werd op het veld van KM Torhout 1992 2-0 verloren.
Tijdens het seizoen 2019-20 won Lyra-Lierse de eerste twee periodes. Uiteindelijk werd het seizoen, omwille van COVID, gestopt na 24 speeldagen. Zo werd Lyra-Lierse kampioen met 49 punten voor City Pirates (48), Heur-Tongeren (48) en KFC Houtvenne (45) die uiteindelijk mee promoveerden naar tweede afdeling (voorheen tweede klasse amateurs). Het eerste seizoen (2020-21) in tweede afdeling werd omwille van de coronacrisis na 4 speeldagen volledig geannuleerd. In het seizoen 2021-22 eindigde Lyra-Lierse derde in de reguliere competitie. De nationale eindronde werd bereikt waar na een 1-1 uit bij Tubeke, thuis met 0-1 verloren werd. Ook werd er met een dames ploeg in vierde provinciale gestart. De dames werden kampioen waarbij alle wedstrijden gewonnen werden.
Op 30 mei 2022 werd de club omgevormd naar een Coöperatieve Vennootschap met Sociaal Oogmerk (CVSO). Daarin is het Pallieter Supporterscollectief de grootste aandeelhouder en zijn ook alle andere aandelen in handen van supporters.
Het derde seizoen (2022-23) in tweede afdeling werd gekenmerkt door het langdurig uitvallen van vele kernspelers. Uiteindelijk eindigde Lyra-Lierse zesde in de reguliere competitie. Er was geen deelname aan de eindronde. De dames werden nu kampioen in derde provinciale door wederom alle wedstrijden te winnen. Er werd met een dames B ploeg gestart in vierde provinciale, ook zij werden kampioen.
In de loop van 2023 werd ook bekendgemaakt dat de club zal investeren in het toekomstige Sportpark in Lier, waar Lyra-Lierse met eigen middelen een stadion zal bouwen. Het bijhorende jeugdcomplex wordt door de stad gefinancierd. De club plant om in het seizoen 2024-2025 de terugkeer naar Lier te realiseren.
In het seizoen 2023-24 wist Lyra-Lierse promotie af te dwingen naar 1e Afdeling VV, en dit na een spectaculaire remonte. De club startte wisselvallig aan het seizoen en stond na 14 speeldagen op plaats 16, wat leidde tot het ontslag van coach Bart De Roover in november 2023. Tom Proost werd op 10 december aangesteld als nieuwe coach en leidde de club uiteindelijk naar een derde plaats in de eindklassering. Dit dankzij 13 overwinning op een rij, een record in de Lierse voetbalgeschiedenis in de nationale reeksen. In de eindronde werd vervolgens met 5-0 gewonnen van reeksgenoot Rupel Boom, waardoor uiteindelijk de promotie werd behaald. De dames A ploeg werd kampioen in tweede provinciale en ook nu werden alle wedstrijden gewonnen. De dames B ploeg promoveerde naar tweede provinciale.
Seizoen 2024-25 was het eerste seizoen voor de heren ploeg op het hoogste Belgische amateur niveau (1e Afdeling VV). Na een sterke start eindigden ze op een mooie 8ste plaats. In de Beker van België bereikten onze heren de 1/16 de finale waar na een spannende wedstrijd in de verlengingen met 3-2 verloren werd van Standaard Luik. Een record aantal (1300) supporters ondersteunden de ploeg op Sclessin! In eerste provinciale werden de dames A voor de vierde openvolgende keer kampioen. Vanaf volgend seizoen spelen onze dames A voor het eerst in de nationale reeksen. Onze dames B wisten het behoud in tweede provinciale te bewerkstelligen.

### Terug naar Lier (juli 2025)
Vanaf het seizoen 2025-'26 speelde de club terug in Lier. De club liet vanaf juli 2025 zijn naam bij de voetbalbond veranderen in Koninklijke Lyra-Lierse.

## Erelijst (nationale reeksen)
Vierde klasse
winnaar (2): 1989/90, 1999/00
Derde klasse amateurs
winnaar: 2019/20

## Resultaten Heren
| Seizoen                             | Nationale Klasse | Nationale Klasse | Nationale Klasse | Nationale Klasse | Nationale Klasse | Regio -nale Klasse | Reeks                                                    | Punten                                                   | Opmerkingen                                                                         | Beker van België                                         |
|                                     | I                | I                | II               | III              | IV               | P.I                |                                                          |                                                          |                                                                                     | Beker van België                                         |
| ----------------------------------- | ---------------- | ---------------- | ---------------- | ---------------- | ---------------- | ------------------ | -------------------------------------------------------- | -------------------------------------------------------- | ----------------------------------------------------------------------------------- | -------------------------------------------------------- |
| Als Koninklijke Lyra TSV            |                  |                  |                  |                  |                  |                    |                                                          |                                                          |                                                                                     |                                                          |
| 1987/88                             |                  |                  |                  |                  |                  | 1                  | Eerste Provinciale                                       | 43                                                       |                                                                                     | -                                                        |
| 1988/89                             |                  |                  |                  |                  | 2                |                    | Vierde Klasse B                                          | 41                                                       |                                                                                     | 1/16                                                     |
| 1989/90                             |                  |                  |                  |                  | 1                |                    | Vierde Klasse B                                          | 43                                                       |                                                                                     | -                                                        |
| 1990/91                             |                  |                  |                  | 9                |                  |                    | Derde Klasse B                                           | 30                                                       |                                                                                     | 1/16                                                     |
| 1991/92                             |                  |                  |                  | 16               |                  |                    | Derde Klasse B                                           | 18                                                       |                                                                                     | 4R                                                       |
| 1992/93                             |                  |                  |                  |                  | 11               |                    | Vierde Klasse B                                          | 29                                                       |                                                                                     | 4R                                                       |
| 1993/94                             |                  |                  |                  |                  | 12               |                    | Vierde Klasse B                                          | 27                                                       |                                                                                     | 1R                                                       |
| 1994/95                             |                  |                  |                  |                  | 9                |                    | Vierde Klasse B                                          | 32                                                       |                                                                                     | 3R                                                       |
| 1995/96                             |                  |                  |                  |                  | 9                |                    | Vierde Klasse B                                          | 39                                                       | Invoering driepuntensysteem                                                         | 3R                                                       |
| 1996/97                             |                  |                  |                  |                  | 6                |                    | Vierde Klasse B                                          | 45                                                       |                                                                                     | 2R                                                       |
| 1997/98                             |                  |                  |                  |                  | 13               |                    | Vierde Klasse B                                          | 30                                                       |                                                                                     | 1R                                                       |
| 1998/99                             |                  |                  |                  |                  | 10               |                    | Vierde Klasse B                                          | 41                                                       |                                                                                     | 3R                                                       |
| 1999/00                             |                  |                  |                  |                  | 1                |                    | Vierde Klasse B                                          | 54                                                       |                                                                                     | 2R                                                       |
| 2000/01                             |                  |                  |                  | 3                |                  |                    | Derde Klasse A                                           | 53                                                       |                                                                                     | 3R                                                       |
| 2001/02                             |                  |                  |                  | 8                |                  |                    | Derde Klasse B                                           | 40                                                       |                                                                                     | 5R                                                       |
| 2002/03                             |                  |                  |                  | 5                |                  |                    | Derde Klasse B                                           | 42                                                       |                                                                                     | 3R                                                       |
| 2003/04                             |                  |                  |                  | 10               |                  |                    | Derde Klasse A                                           | 35                                                       |                                                                                     | 4R                                                       |
| 2004/05                             |                  |                  |                  | 15               |                  |                    | Derde Klasse A                                           | 22                                                       |                                                                                     | 3R                                                       |
| 2005/06                             |                  |                  |                  |                  | 3                |                    | Vierde Klasse C                                          | 56                                                       |                                                                                     | 3R                                                       |
| 2006/07                             |                  |                  |                  |                  | 2                |                    | Vierde Klasse C                                          | 52                                                       |                                                                                     | 2R                                                       |
| 2007/08                             |                  |                  |                  |                  | 7                |                    | Vierde Klasse B                                          | 42                                                       |                                                                                     | 5R                                                       |
| 2008/09                             |                  |                  |                  |                  | 3                |                    | Vierde Klasse C                                          | 49                                                       |                                                                                     | 1R                                                       |
| 2009/10                             |                  |                  |                  |                  | 8                |                    | Vierde Klasse B                                          | 41                                                       |                                                                                     | 2R                                                       |
| 2010/11                             |                  |                  |                  |                  | 5                |                    | Vierde Klasse B                                          | 46                                                       |                                                                                     | 5R                                                       |
| 2011/12                             |                  |                  |                  |                  | 12               |                    | Vierde Klasse B                                          | 33                                                       |                                                                                     | 2R                                                       |
| 2012/13                             |                  |                  |                  |                  | 10               |                    | Vierde Klasse C                                          | 42                                                       |                                                                                     | 3R                                                       |
| 2013/14                             |                  |                  |                  |                  | 11               |                    | Vierde Klasse C                                          | 35                                                       |                                                                                     | 2R                                                       |
| 2014/15                             |                  |                  |                  |                  | 10               |                    | Vierde Klasse C                                          | 41                                                       |                                                                                     | 2R                                                       |
| 2015/16                             |                  |                  |                  |                  | 16               |                    | Vierde Klasse C                                          | 17                                                       |                                                                                     | 1R                                                       |
|                                     | 1A               | 1B               | 1Am              | 2Am              | 3Am              | P.I                | Vanaf 2016-17 zijn er 3 nationale en 2 regionale niveaus | Vanaf 2016-17 zijn er 3 nationale en 2 regionale niveaus | Vanaf 2016-17 zijn er 3 nationale en 2 regionale niveaus                            | Vanaf 2016-17 zijn er 3 nationale en 2 regionale niveaus |
| 2016/17                             |                  |                  |                  |                  |                  | 4                  | Eerste prov. Antw.                                       | 51                                                       |                                                                                     | -                                                        |
| 2017/18                             |                  |                  |                  |                  |                  | 1                  | Eerste prov. Antw.                                       | 68                                                       | Finalist Beker van Antwerpen                                                        | -                                                        |
| Als Koninklijke Lyra-Lierse Berlaar |                  |                  |                  |                  |                  |                    |                                                          |                                                          |                                                                                     |                                                          |
| 2018/19                             |                  |                  |                  |                  | 3                |                    | Derde klasse amateurs B                                  | 52                                                       | Finalist Eindronde                                                                  | 2R                                                       |
| 2019/20                             |                  |                  |                  |                  | 1                |                    | Derde klasse amateurs B                                  | 49                                                       | Kampioen door het vroegtijdig stopzetten van de competitie ivm. de corona-uitbraak. | 4R                                                       |
| 2020/21                             |                  |                  |                  |                  |                  |                    | Tweede afdeling                                          |                                                          | Seizoen geschrapt door coronapandemie                                               | 4R                                                       |
| 2021/22                             |                  |                  |                  | 3                |                  |                    | Tweede afdeling                                          | 57                                                       | Halve finale eindronde 1e Nationale.                                                | 5R                                                       |
| 2022/23                             |                  |                  |                  | 6                |                  |                    | Tweede afdeling                                          | 55                                                       |                                                                                     | 4R                                                       |
| 2023/24                             |                  |                  |                  | 3                |                  |                    | Tweede afdeling                                          | 60                                                       | Promotie via winst in de eindronde tegen Rupel Boom FC                              | 2R                                                       |
| 2024/25                             |                  |                  | 8                |                  |                  |                    | Eerste nationale VV                                      | 43                                                       |                                                                                     | 1/16                                                     |
| Als Koninklijke Lyra-Lierse         |                  |                  |                  |                  |                  |                    |                                                          |                                                          |                                                                                     |                                                          |
| 2025/26                             |                  |                  |                  |                  |                  |                    | Eerste nationale VV                                      |                                                          |                                                                                     |                                                          |

## Bekende (oud-)spelers
- Filip Joos[23]
- Kristof Maes[24]
- Djuric Ascencion[25]
- Stef Wils[26]
- Mohamed Messoudi[27]
- Koen Weuts[28]
- Jason Adesanya[29]
- Wim Van Looy[30]
- Jordy Peffer
- Jaric Schaessens